# تي. جي. بيرك
تي. جي. بيرك هو محامي وسياسي أمريكي وكندي، ولد في فبراير 1972 في لوس أنجلوس في الولايات المتحدة. نشط حزبياً في الجمعية الليبرالية لنيو برونزويك ‏. وقد انتخب عضو الجمعية التشريعية لنيو برونزويك ‏.